# Quatrième district congressionnel de Virginie
Le 4e district congressionnel de Virginie est un district situé dans l'État de Virginie, couvrant la majeure partie de la zone située entre Richmond et la frontière de l'État de Caroline du Nord. Il couvre tout ou partie des comtés de Brunswick, Charles City, Chesterfield, Dinwiddie, Greensville, Henrico, Prince George, Southampton, Surry et Sussex, et tout ou partie des villes indépendantes de Colonial Heights, Emporia, Hopewell, Petersburg, et Richmond. Le district est actuellement représenté par la Démocrate Jennifer McClellan, qui a été élue au siège après avoir battu le Républicain Leon Benjamin lors des élections spéciales du 21 février 2023, provoquées par le décès du Représentant Démocrate sortant Donald McEachin le 28 novembre 2022.
En 2016, le 3e district adjacent a été jugé inconstitutionnel, ce qui a conduit à un redécoupage ordonné par le tribunal qui a transformé le 4e district, d'un district à tendance républicaine en un siège démocrate sûr pour les élections de 2016.

## Historique de vote
| Année | Poste                 | Résultats                               |
| ----- | --------------------- | --------------------------------------- |
| 1996  | Président             | Dole 46,0 % – 46,0 %                    |
| 1996  | Sénat                 | Warner 51,0 % – 49,0 %                  |
| 1997  | Gouverneur            | Gilmore 57,0 % – 41,0 %                 |
| 1997  | Lieutenant-Gouverneur | Hager (en) 51,0 % – 42,0 %              |
| 1997  | Procureur Général     | Earley (en) 62,0 % – 38,0 %             |
| 2000  | Président             | Bush 49,0 % – 49,0 %                    |
| 2000  | Sénat                 | Robb 51,0 % – 49,0 %                    |
| 2001  | Gouverneur            | Warner 54,0 % – 46,0 %                  |
| 2001  | Lieutenant-Gouverneur | Kaine 53,0 % – 45,0 %                   |
| 2001  | Procureur Général     | Kilgore (en) 57,0 % – 43,0 %            |
| 2004  | Président             | Bush 57,0 % – 43,0 %                    |
| 2008  | Président             | Obama 50,0 % – 49,0 %                   |
| 2012  | Président             | Romney 50,0 % – 49,0 %                  |
| 2013  | Gouverneur            | Cuccinelli (en) 48,0 % – 45,0 % – 7,0 % |
| 2013  | Lieutenant-Gouverneur | Northam 53,0 % – 46,0 %                 |
| 2013  | Procureur Général     | Obenshain (en) 53,0 % – 47,0 %          |
| 2014  | Sénat                 | Gillespie 51,0 % – 47,0 %               |
| 2016  | Président             | Clinton 59,0 % – 37,0 %                 |
| 2017  | Gouverneur            | Northam 61,0 % – 37,0 %                 |
| 2018  | Sénat                 | Kaine 64,0 % – 34,0 %                   |
| 2020  | Président             | Biden 61,0 % – 36,0 %                   |
| 2021  | Gouverneur            | McAuliffe 56,0 % – 43,0 %               |

## Liste des Représentants du district
| Membre                          | Parti                         | Années                             | Congrès     | Histoire électorale |
| ------------------------------- | ----------------------------- | ---------------------------------- | ----------- | --- |
| District établit le 4 mars 1789 |                               |                                    |             | |
| Richard B. Lee (en)             | Pro Administration            | 4 mars 1789 - 3 mars 1793          | 1re , 2e    | Élu en 1789. Réélu en 1790. Redécoupage vers le 17e district. |
| Francis Preston (en)            | Anti-Administration           | 4 mars 1793 - 3 mars 1795          | 3e , 4e     | Élu en 1793. Les résultats ont été contestées, mais maintenus. Réélu en 1795. Retrait. |
| Francis Preston (en)            | Républicain-Démocrate         | 4 mars 1795 - 3 mars 1797          | 3e , 4e     | Élu en 1793. Les résultats ont été contestées, mais maintenus. Réélu en 1795. Retrait. |
| Abram Trigg (en)                | Républicain-Démocrate         | 4 mars 1797 - 3 mars 1803          | 5e - 7e     | Élu en 1797. Réélu en 1799. Réélu en 1801. Redécoupage vers le 6e district. |
| David Holmes                    | Républicain-Démocrate         | 4 mars 1803 - 3 mars 1809          | 8e - 10e    | Redécoupage depuis le 2e district et réélu en 1803. Réélu en 1805. Réélu en 1807. Retrait. |
| Jacob Swoope (en)               | Fédéraliste                   | 4 mars 1809 - 3 mars 1811          | 11e         | Élu en 1809. Retrait. |
| William McCoy (en)              | Républicain-Démocrate         | 4 mars 1811 - 3 mars 1823          | 12e - 17e   | Élu en 1811. Réélu en 1813. Réélu en 1815. Réélu en 1817. Réélu en 1819. Réélu en 1821. Redécoupage vers le 19e district. |
| Mark Alexander (en)             | Républicain-Démocrate         | 4 mars 1823 - 3 mars 1825          | 18e - 22e   | Redécoupage depuis le 18e district et réélu en 1823. Réélu en 1825. Réélu en 1827. Réélu en 1829. Réélu en 1831. Retrait. |
| Mark Alexander (en)             | Jacksonien (en)               | 4 mars 1825 - 3 mars 1835          | 18e - 22e   | Redécoupage depuis le 18e district et réélu en 1823. Réélu en 1825. Réélu en 1827. Réélu en 1829. Réélu en 1831. Retrait. |
| James Gholson (en)              | Anti-Jacksonien               | 4 mars 1835 - 3 mars 1837          | 23e         | Élu en 1833. Perd sa réélection. |
| George Dromgoole (en)           | Jacksonien (en)               | 4 mars 1835 - 3 mars 1837          | 24e - 26e   | Élu en 1835. Réélu en 1837. Réélu en 1839. Retrait. |
| George Dromgoole (en)           | Démocrate                     | 4 mars 1837 - 3 mars 1841          | 24e - 26e   | Élu en 1835. Réélu en 1837. Réélu en 1839. Retrait. |
| William Goode (en)              | Démocrate                     | 4 mars 1841 - 3 mars 1843          | 27e         | Élu en 1841. Retrait. |
| Edmund W. Hubard (en)           | Démocrate                     | 4 mars 1843 - 3 mars 1847          | 28e , 29e   | Redécoupage depuis le 5e et réélu en 1843. Réélu en 1845. Retrait. |
| Thomas S. Bocock (en)           | Démocrate                     | 4 mars 1847 - 3 mars 1853          | 30e - 32e   | Élu en 1847. Réélu en 1849. Réélu en 1851. Redécoupage vers le 5e district. |
| William Goode (en)              | Démocrate                     | 4 mars 1853 - 3 juillet 1859       | 33e - 36e   | Élu en 1853. Réélu en 1855. Réélu en 1857. Décès. |
| Vacant                          | Vacant                        | 3 juillet 1859 - 6 décembre 1859   | 36e         | |
| Roger Pryor                     | Démocrate                     | 7 décembre 1859 - 3 mars 1861      | 36e         | Élu pour terminer le mandat de Goode. Réélu en 1859. Démissionne. |
| District inactif                | District inactif              | 4 mars 1861 - 25 janvier 1870      | 36e - 41e   | Guerre de Sécession et Reconstruction |
| George Booker (en)              | Conservateur de Virginie (en) | 26 janvier 1870 - 3 mars 1871      | 41e         | Élu en 1870. Perd sa réélection. |
| William H. H. Stowell (en)      | Républicain                   | 4 mars 1871 - 3 mars 1877          | 42e - 44e   | Élu en 1870. Réélu en 1872. Réélu en 1874. Retrait. |
| Joseph Jorgensen (en)           | Républicain                   | 4 mars 1877 - 3 mars 1883          | 45e - 47e   | Élu en 1876. Réélu en 1878. Réélu en 1880. Retrait. |
| Benjamin Hooper (en)            | Readjuster                    | 4 mars 1883 - 3 mars 1885          | 48e         | Élu en 1882. Perd sa réélection. |
| James Brady (en)                | Républicain                   | 4 mars 1885 - 3 mars 1887          | 49e         | Élu en 1884. Retrait. |
| William E. Gaines (en)          | Républicain                   | 4 mars 1887 - 3 mars 1889          | 50e         | Élu en 1886. Retrait. |
| Edward Venable (en)             | Démocrate                     | 4 mars 1889 - 23 septembre 1890    | 51e         | Élection invalidée. |
| John Langston (en)              | Républicain                   | 23 septembre - 3 mars 1891         | 51e         | Élu en 1890. Perd sa réélection. |
| James F. Epes (en)              | Démocrate                     | 4 mars 1891 - 3 mars 1895          | 52e - 53e   | Élu en 1890. Réélu en 1892. Retrait. |
| William McKenney (en)           | Démocrate                     | 4 mars 1895 - 2 mai 1896           | 54e         | Élection invalidée. |
| Robert Thorp (en)               | Républicain                   | 2 mai 1896 - 3 mars 1897           | 54e         | Élu en 1896. Perd sa réélection. |
| Sydney Epes (en)                | Démocrate                     | 4 mars 1897 - 23 mars 1898         | 55e         | Election invalidé. |
| Robert Thorp (en)               | Républicain                   | 23 mars 1898 - 3 mars 1899         | 55e         | Élu en 1898. Perd sa réélection. |
| Sydney Epes (en)                | Démocrate                     | 4 mars 1899 - 3 mars 1900          | 56e         | Élu en 1898. Décès. |
| Vacant                          | Vacant                        | 4 mars 1900 - 18 avril 1900        | 56e         | |
| Francis Lassiter (en)           | Démocrate                     | 19 avril 1900 - 3 mars 1903        | 56e , 57e   | Élu pour terminer le mandat d'Epes. Réélu en 1900. Perd sa réélection. |
| Robert G. Southall (en)         | Démocrate                     | 4 mars 1903 - 3 mars 1907          | 58e , 59e   | Élu en 1902. Réélu en 1904. Perd sa réélection. |
| Francis Lassiter (en)           | Démocrate                     | 4 mars 1907 - 31 octobre 1909      | 60e , 61e   | Élu en 1906. Réélu en 1908. Décès. |
| Vacant                          | Vacant                        | 1er novembre 1909 - 7 mars 1910    | 61e         | |
| Robert Thurnbull (en)           | Démocrate                     | 8 mars 1910 - 3 mars 1913          | 61e , 62e   | Élu pour terminer le mandat de Lassiter. Réélu en 1910. Perd sa réélection. |
| Walter Watson (en)              | Démocrate                     | 4 mars 1913 - 24 décembre 1919     | 63e - 66e   | Élu en 1912. Réélu en 1914. Réélu en 1916. Réélu en 1918. Décès. |
| Vacant                          | Vacant                        | 25 décembre 1919 - 26 avril 1920   | 66e         | |
| Patrick Drewry (en)             | Démocrate                     | 27 avril 1920 - 3 mars 1933        | 66e - 72e   | Élu pour terminer le mandat de Watson. Réélu en 1920. Réélu en 1922. Réélu en 1924. Réélu en 1926. Réélu en 1928. Réélu en 1930. Redécoupage vers le district at-large.                                                             |
| District inactif                | District inactif              | 4 mars 1933 - 3 janvier 1935       | 73e         | |
| Patrick Drewry (en)             | Démocrate                     | 3 janvier 1935 - 21 décembre 1947  | 74e - 80e   | Élu en 1934. Réélu en 1936. Réélu en 1938. Réélu en 1940. Réélu en 1942. Réélu en 1944. Réélu en 1946. Décès. |
| Vacant                          | Vacant                        | 21 décembre 1947 - 17 février 1948 | 80e         | |
| Watkins Abbitt (en)             | Démocrate                     | 17 février 1948 - 3 janvier 1973   | 80e - 92e   | Élu pour terminer le mandat de Drewry. Réélu en 1948. Réélu en 1950. Réélu en 1952. Réélu en 1954. Réélu en 1956. Réélu en 1958. Réélu en 1960. Réélu en 1962. Réélu en 1964. Réélu en 1966. Réélu en 1968. Réélu en 1970. Retrait. |
| Robert Daniel (en)              | Républicain                   | 3 janvier 1973 - 3 janvier 1983    | 93e - 97e   | Élu en 1972. Réélu en 1974. Réélu en 1976. Réélu en 1978. Réélu en 1980. Perd sa réélection. |
| Norman Sisisky (en)             | Démocrate                     | 3 janvier 1983 - 29 mars 2001      | 98e - 107e  | Élu en 1982. Réélu en 1984. Réélu en 1986. Réélu en 1988. Réélu en 1990. Réélu en 1992. Réélu en 1994. Réélu en 1996. Réélu en 1998. Réélu en 2000. Décès.                                                                          |
| Vacant                          | Vacant                        | 29 mars 2001 - 19 juin 2001        | 107e        | |
| Randy Forbes                    | Républicain                   | 19 juin 2001 - 3 janvier 2017      | 107e - 114e | Élu pour terminer le mandat de Sisisky. Réélu en 2002. Réélu en 2004. Réélu en 2006. Réélu en 2008. Réélu en 2010. Réélu en 2012. Réélu en 2014. Redécoupage vers le 2e district et perd sa renomination.                           |
| Donald McEachin                 | Démocrate                     | 3 janvier 2017 - 28 novembre 2022  | 115e - 117e | Élu en 2016. Réélu en 2018. Réélu en 2020. Réélu en 2022 mais décède avant le début du mandat suivant. |
| Vacant                          | Vacant                        | 28 novembre 2022 - 7 mars 2023     | 117e , 118e | |
| Jennifer McClellan              | Démocrate                     | 7 mars 2023 - Présent              | 118e        | Élue pour terminer le mandat de McEachin. Réélue en 2024. |

## Résultats des récentes élections
Voici les résultats des dix précédents cycles électoraux dans le district.

### 2004
| Élection de 2004 du 4e district congressionnel de Virginie | Élection de 2004 du 4e district congressionnel de Virginie | Élection de 2004 du 4e district congressionnel de Virginie | Élection de 2004 du 4e district congressionnel de Virginie | Élection de 2004 du 4e district congressionnel de Virginie |
| ---------------------------------------------------------- | ---------------------------------------------------------- | ---------------------------------------------------------- | ---------------------------------------------------------- | ---------------------------------------------------------- |
| Parti                                                      | Parti                                                      | Candidat                                                   | Votes                                                      | %                                                          |
|                                                            | Républicain                                                | Randy Forbes (sortant)                                     | 182 131                                                    | 64,5                                                       |
|                                                            | Démocrate                                                  | Jonathan R. Menefee                                        | 100 162                                                    | 35,8                                                       |
| Total des votes                                            | Total des votes                                            | Total des votes                                            | 283 027                                                    | 100 %                                                      |
|                                                            | Les Républicains conservent                                |                                                            |                                                            |                                                            |

### 2006
| Élection de 2006 du 4e district congressionnel de Virginie | Élection de 2006 du 4e district congressionnel de Virginie | Élection de 2006 du 4e district congressionnel de Virginie | Élection de 2006 du 4e district congressionnel de Virginie | Élection de 2006 du 4e district congressionnel de Virginie |
| ---------------------------------------------------------- | ---------------------------------------------------------- | ---------------------------------------------------------- | ---------------------------------------------------------- | ---------------------------------------------------------- |
| Parti                                                      | Parti                                                      | Candidat                                                   | Votes                                                      | %                                                          |
|                                                            | Républicain                                                | Randy Forbes (sortant)                                     | 150 967                                                    | 76,12                                                      |
|                                                            | Vert                                                       | Albert P. Burckard                                         | 46 487                                                     | 23,4                                                       |
| Total des votes                                            | Total des votes                                            | Total des votes                                            | 198 340                                                    | 100 %                                                      |
|                                                            | Les Républicains conservent                                |                                                            |                                                            |                                                            |

### 2008
| Élection de 2008 du 4e district congressionnel de Virginie | Élection de 2008 du 4e district congressionnel de Virginie | Élection de 2008 du 4e district congressionnel de Virginie | Élection de 2008 du 4e district congressionnel de Virginie | Élection de 2008 du 4e district congressionnel de Virginie |
| ---------------------------------------------------------- | ---------------------------------------------------------- | ---------------------------------------------------------- | ---------------------------------------------------------- | ---------------------------------------------------------- |
| Parti                                                      | Parti                                                      | Candidat                                                   | Votes                                                      | %                                                          |
|                                                            | Républicain                                                | Randy Forbes (sortant)                                     | 199 075                                                    | 59,5                                                       |
|                                                            | Démocrate                                                  | Andrea Miller                                              | 135 041                                                    | 23,4                                                       |
| Total des votes                                            | Total des votes                                            | Total des votes                                            | 334 521                                                    | 100 %                                                      |
|                                                            | Les Républicains conservent                                |                                                            |                                                            |                                                            |

### 2010
| Élection de 2010 du 4e district congressionnel de Virginie | Élection de 2010 du 4e district congressionnel de Virginie | Élection de 2010 du 4e district congressionnel de Virginie | Élection de 2010 du 4e district congressionnel de Virginie | Élection de 2010 du 4e district congressionnel de Virginie |
| ---------------------------------------------------------- | ---------------------------------------------------------- | ---------------------------------------------------------- | ---------------------------------------------------------- | ---------------------------------------------------------- |
| Parti                                                      | Parti                                                      | Candidat                                                   | Votes                                                      | %                                                          |
|                                                            | Républicain                                                | Randy Forbes (sortant)                                     | 123 659                                                    | 62,3                                                       |
|                                                            | Démocrate                                                  | Wynne LeGrow                                               | 74 298                                                     | 37,5                                                       |
| Total des votes                                            | Total des votes                                            | Total des votes                                            | 198 389                                                    | 100 %                                                      |
|                                                            | Les Républicains conservent                                |                                                            |                                                            |                                                            |

### 2012
| Élection de 2012 du 4e district congressionnel de Virginie | Élection de 2012 du 4e district congressionnel de Virginie | Élection de 2012 du 4e district congressionnel de Virginie | Élection de 2012 du 4e district congressionnel de Virginie | Élection de 2012 du 4e district congressionnel de Virginie |
| ---------------------------------------------------------- | ---------------------------------------------------------- | ---------------------------------------------------------- | ---------------------------------------------------------- | ---------------------------------------------------------- |
| Parti                                                      | Parti                                                      | Candidat                                                   | Votes                                                      | %                                                          |
|                                                            | Républicain                                                | Randy Forbes (sortant)                                     | 199 292                                                    | 56,9                                                       |
|                                                            | Démocrate                                                  | Ella Ward                                                  | 150 190                                                    | 42,9                                                       |
| Total des votes                                            | Total des votes                                            | Total des votes                                            | 350 046                                                    | 100 %                                                      |
|                                                            | Les Républicains conservent                                |                                                            |                                                            |                                                            |

### 2014
| Élection de 2014 du 4e district congressionnel de Virginie | Élection de 2014 du 4e district congressionnel de Virginie | Élection de 2014 du 4e district congressionnel de Virginie | Élection de 2014 du 4e district congressionnel de Virginie | Élection de 2014 du 4e district congressionnel de Virginie |
| ---------------------------------------------------------- | ---------------------------------------------------------- | ---------------------------------------------------------- | ---------------------------------------------------------- | ---------------------------------------------------------- |
| Parti                                                      | Parti                                                      | Candidat                                                   | Votes                                                      | %                                                          |
|                                                            | Républicain                                                | Randy Forbes (sortant)                                     | 120 684                                                    | 60,2                                                       |
|                                                            | Démocrate                                                  | Elliott Fausz                                              | 75 270                                                     | 37,5                                                       |
|                                                            | Libertarien                                                | Bo Brown                                                   | 4 427                                                      | 2,2                                                        |
| Total des votes                                            | Total des votes                                            | Total des votes                                            | 200 381                                                    | 100 %                                                      |
|                                                            | Les Républicains conservent                                |                                                            |                                                            |                                                            |

### 2016
| Élection de 2016 du 4e district congressionnel de Virginie | Élection de 2016 du 4e district congressionnel de Virginie | Élection de 2016 du 4e district congressionnel de Virginie | Élection de 2016 du 4e district congressionnel de Virginie | Élection de 2016 du 4e district congressionnel de Virginie |
| ---------------------------------------------------------- | ---------------------------------------------------------- | ---------------------------------------------------------- | ---------------------------------------------------------- | ---------------------------------------------------------- |
| Parti                                                      | Parti                                                      | Candidat                                                   | Votes                                                      | %                                                          |
|                                                            | Démocrate                                                  | Donald McEachin                                            | 200 136                                                    | 57,7                                                       |
|                                                            | Républicain                                                | Mike Wade                                                  | 145 731                                                    | 42,0                                                       |
| Total des votes                                            | Total des votes                                            | Total des votes                                            | 346 656                                                    | 100 %                                                      |
|                                                            | Les Démocrates prennent aux Républicains                   |                                                            |                                                            |                                                            |

### 2018
| Élection de 2018 du 4e district congressionnel de Virginie | Élection de 2018 du 4e district congressionnel de Virginie | Élection de 2018 du 4e district congressionnel de Virginie | Élection de 2018 du 4e district congressionnel de Virginie | Élection de 2018 du 4e district congressionnel de Virginie |
| ---------------------------------------------------------- | ---------------------------------------------------------- | ---------------------------------------------------------- | ---------------------------------------------------------- | ---------------------------------------------------------- |
| Parti                                                      | Parti                                                      | Candidat                                                   | Votes                                                      | %                                                          |
|                                                            | Démocrate                                                  | Donald McEachin (sortant)                                  | 187 642                                                    | 62,6                                                       |
|                                                            | Républicain                                                | Ryan McAdams                                               | 107 706                                                    | 35,9                                                       |
| Total des votes                                            | Total des votes                                            | Total des votes                                            | 299 854                                                    | 100 %                                                      |
|                                                            | Les Démocrates conservent                                  |                                                            |                                                            |                                                            |

### 2020
| Élection de 2020 du 4e district congressionnel de Virginie | Élection de 2020 du 4e district congressionnel de Virginie | Élection de 2020 du 4e district congressionnel de Virginie | Élection de 2020 du 4e district congressionnel de Virginie | Élection de 2020 du 4e district congressionnel de Virginie |
| ---------------------------------------------------------- | ---------------------------------------------------------- | ---------------------------------------------------------- | ---------------------------------------------------------- | ---------------------------------------------------------- |
| Parti                                                      | Parti                                                      | Candidat                                                   | Votes                                                      | %                                                          |
|                                                            | Démocrate                                                  | Donald McEachin (sortant)                                  | 240 510                                                    | 61,6                                                       |
|                                                            | Républicain                                                | Leon Benjamin                                              | 149 481                                                    | 38,3                                                       |
| Total des votes                                            | Total des votes                                            | Total des votes                                            | 289 991                                                    | 100 %                                                      |
|                                                            | Les Démocrates conservent                                  |                                                            |                                                            |                                                            |

### 2022
Les Primaires Démocrates et Républicaines one été annulées. Donald McEachin (D-Sortant), et Leon Benjamin Sr. (R) avancent vers l'Élection Générales.
| Élection de 2020 du 4e district congressionnel de Virginie | Élection de 2020 du 4e district congressionnel de Virginie | Élection de 2020 du 4e district congressionnel de Virginie | Élection de 2020 du 4e district congressionnel de Virginie | Élection de 2020 du 4e district congressionnel de Virginie |
| ---------------------------------------------------------- | ---------------------------------------------------------- | ---------------------------------------------------------- | ---------------------------------------------------------- | ---------------------------------------------------------- |
| Parti                                                      | Parti                                                      | Candidat                                                   | Votes                                                      | %                                                          |
|                                                            | Démocrate                                                  | Donald McEachin (sortant)                                  | 159 044                                                    | 64,9                                                       |
|                                                            | Républicain                                                | Leon Benjamin Sr.                                          | 85 503                                                     | 34,9                                                       |
|                                                            | Write-In                                                   | Write-In                                                   | 425                                                        | 0,2                                                        |
| Total des votes                                            | Total des votes                                            | Total des votes                                            | 244 972                                                    | 100 %                                                      |
|                                                            | Les Démocrates conservent                                  |                                                            |                                                            |                                                            |

### 2023 (Spéciale)
| Élection Spéciale de 2023 du 4e district congressionnel de Virginie | Élection Spéciale de 2023 du 4e district congressionnel de Virginie | Élection Spéciale de 2023 du 4e district congressionnel de Virginie | Élection Spéciale de 2023 du 4e district congressionnel de Virginie | Élection Spéciale de 2023 du 4e district congressionnel de Virginie |
| ------------------------------------------------------------------- | ------------------------------------------------------------------- | ------------------------------------------------------------------- | ------------------------------------------------------------------- | ------------------------------------------------------------------- |
| Parti                                                               | Parti                                                               | Candidat                                                            | Votes                                                               | %                                                                   |
|                                                                     | Démocrate                                                           | Jennifer McClellan                                                  | 82 040                                                              | 74,4                                                                |
|                                                                     | Républicain                                                         | Leon Benjamin Sr.                                                   | 28 083                                                              | 25,5                                                                |
|                                                                     | Write-In                                                            | Write-In                                                            | 129                                                                 | 0,1                                                                 |
| Total des votes                                                     | Total des votes                                                     | Total des votes                                                     | 110 252                                                             | 100 %                                                               |
|                                                                     | Les Démocrates conservent                                           |                                                                     |                                                                     |                                                                     |

### 2024
Les Primaires Démocrates et Républicaines ont été annulées. Jennifer McClellan (D-Sortant) et Bill Moher (R) avancent vers l'Élection Générale.
| Élection de 2024 du 4e district congressionnel de Virginie | Élection de 2024 du 4e district congressionnel de Virginie | Élection de 2024 du 4e district congressionnel de Virginie | Élection de 2024 du 4e district congressionnel de Virginie | Élection de 2024 du 4e district congressionnel de Virginie |
| ---------------------------------------------------------- | ---------------------------------------------------------- | ---------------------------------------------------------- | ---------------------------------------------------------- | ---------------------------------------------------------- |
| Parti                                                      | Parti                                                      | Candidat                                                   | Votes                                                      | %                                                          |
|                                                            | Démocrate                                                  | Jennifer McClellan (sortante)                              | TBD                                                        | TBD                                                        |
|                                                            | Républicain                                                | Bill Moher                                                 | TBD                                                        | TBD                                                        |
| Total des votes                                            | Total des votes                                            | Total des votes                                            | TBD                                                        | 100 %                                                      |
|                                                            |                                                            |                                                            |                                                            |                                                            |

## Frontières historiques du district
Le 4e district de Virginie a été créé en 1788 et couvre les comtés de Prince William, Stafford, Loudoun, Fairfax, King George et Fauquier.

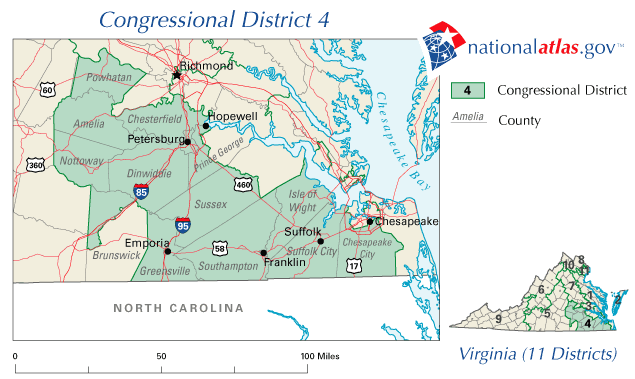
2003 - 2013

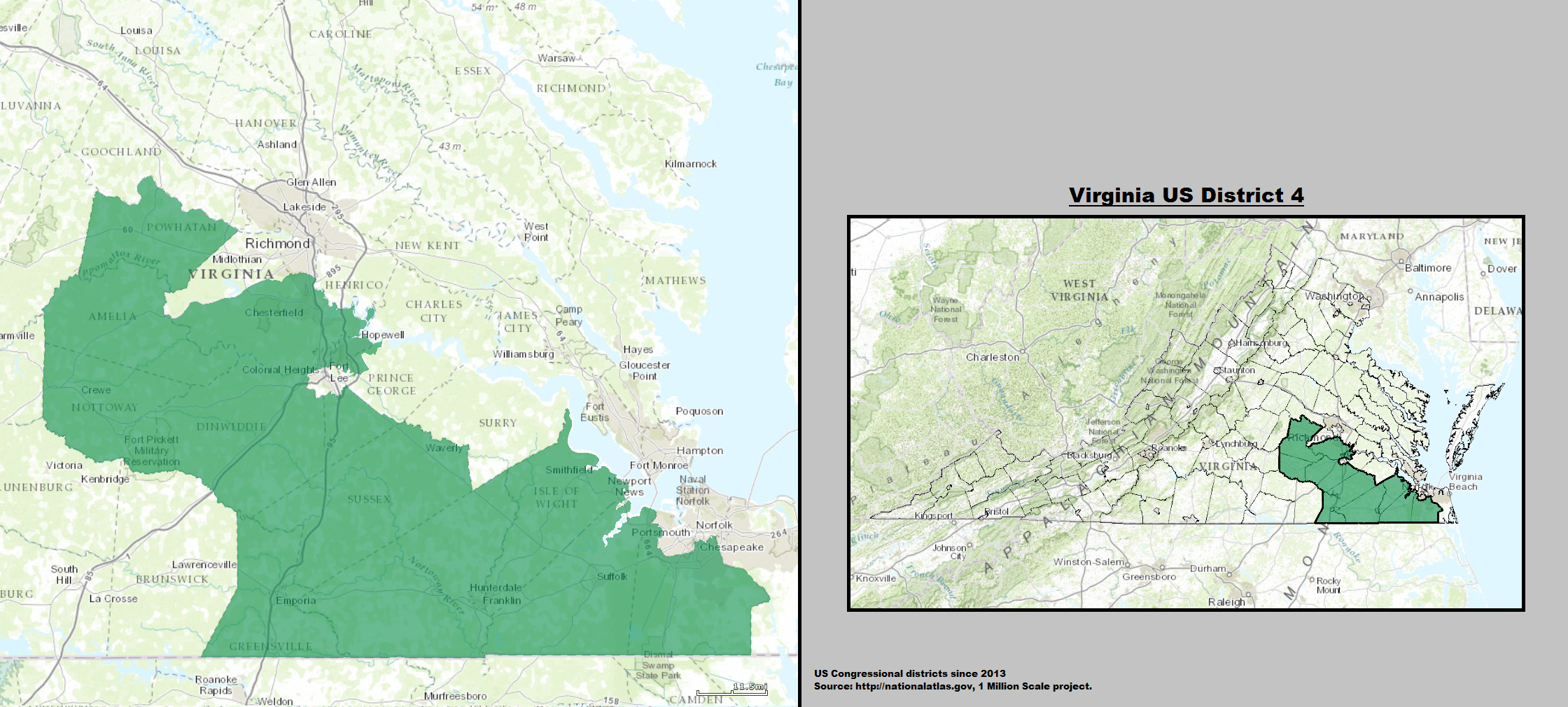
2013 - 2017

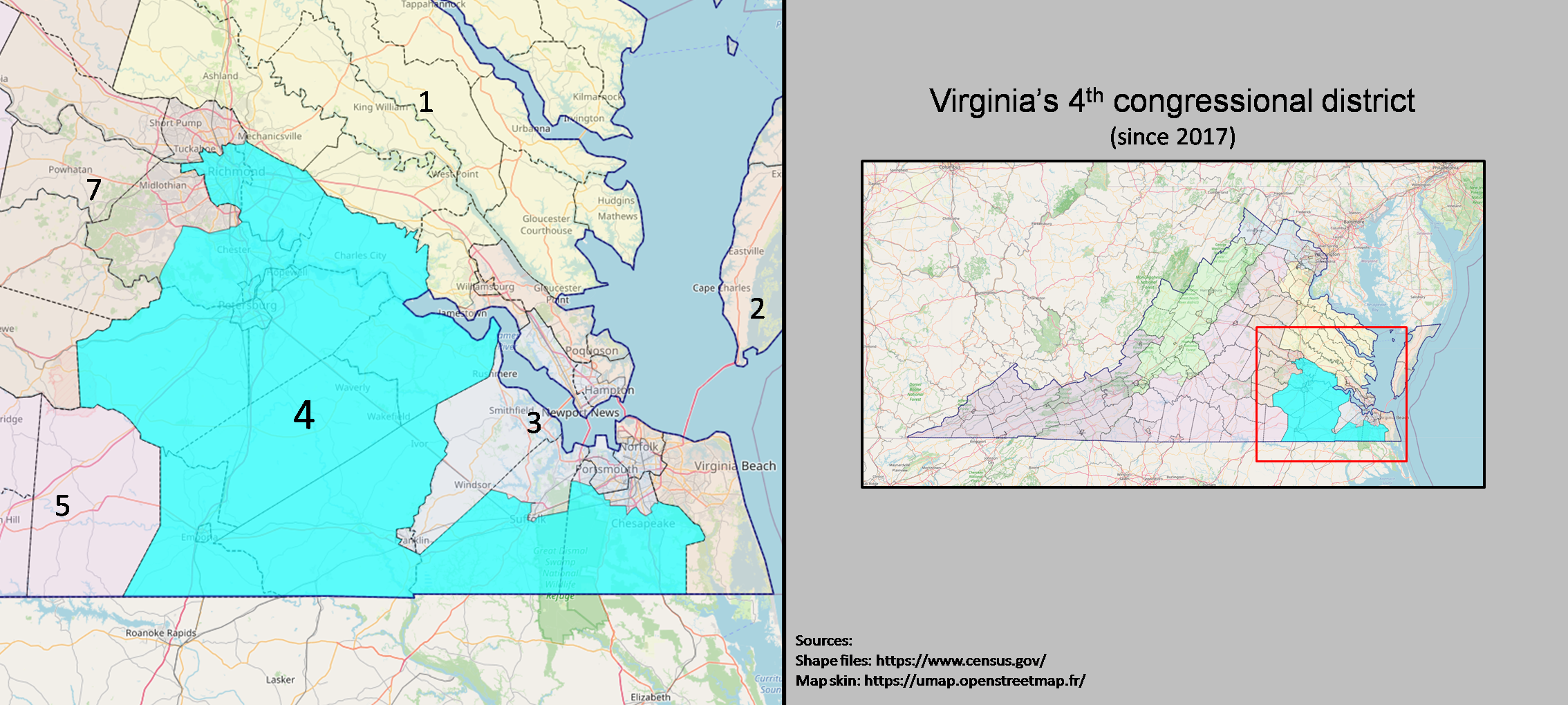
2017 - 2023